# 入西村
入西村（にっさいむら）は、埼玉県入間郡に存在した村。
村名の由来は、かつてこの地域を入間郡の西方という意味で「入西領」と称していたことによる。

## 地理
- 現在の坂戸市の北西部に位置し、北を越辺川、南から東を高麗川が流れ、そのやや間あたりを葛川が流れている。
- 田畑が広がる農村地帯であったが、近年、当地が坂戸入西地区（坂戸ニューシティにっさい）としてむさし緑園都市の一地区となり、田圃の跡にニュータウンの造成が行われた。
- 現在の坂戸市東和田、新ヶ谷、戸口、中里、塚崎、堀込、新堀、北大塚、北峰、沢木、金田、今西、北浅羽、竹之内、長岡、小山、善能寺、にっさい花みず木、西インターが、ほぼ旧村域にあたる。

## 歴史
- 1889年（明治22年）4月1日 - 町村制施行により、東和田村、新ヶ谷村、戸口村、中里村、塚崎村、堀込村、新堀村、北大塚村、北峰村、沢木村、金田村、今西村、北浅羽村、竹之内村、長岡村、小山村、善能寺村の17か村が合併し、入西村が成立。
- 1954年7月1日 - 坂戸町、大家村、勝呂村、三芳野村と合併し新たに坂戸町が成立、入西村は消滅。旧村域は「入西地区」と称される。

## 民俗
- 入西くどき

民謡の一つとされるもので、七・七調または七・五調の節回しとリズムを基調としていた。ござを編む時の作業唄から生まれたといわれ、入西村17大字が13番からなる歌詞に織り込まれている。
合併によって入西村が消滅する話が持ち上がった1951年に全村で『入西くどき大会』を行った。現在も入西公民館（新堀）の敷地内にその歌詞が歌碑として残り、坂戸市の無形民俗文化財に指定されている。なお、これが行われる期日、場所などは特に決まっていないとのことである。